# 요르요스 파파도풀로스
요르요스 파파도풀로스(그리스어: Γεώργιος Παπαδόπουλος, 1919년 5월 5일 ~ 1999년 6월 27일)는 그리스의 군인이자 독재자이다. 1967년 4월 21일에 쿠데타를 일으켜 1973년 11월 25일까지 그리스 군사 정권의 수장이었다.

## 인물과 경력

### 초기 이력
파파도풀로스는 펠로폰네소스반도의 아하이아현에서 태어났다. 아버지는 교사였으며, 두 명의 형제가 있었다. 그는 중등 교육을 받은 후 그리스 육군 사관 학교에 입학해 1940년에 졸업하였다.
졸업한 후에는 제2차 세계 대전에 참전했으며,그리스가 나치 독일에 의해 점령되자, 1944년 초 파파도풀로스는 영국군의 도움으로 그리스를 떠나 중동에서 중위로 승진하였고, 그 해 다른 극우 장교들과 함께 우익 준군사 조직 IDEA의 설립에 관여하였다.
1946년부터 1949년까지의 그리스 내전에서 그리스 공산당의 임시민주정부와 그리스 민주군, 그리스 인민해방전선을 탄압했다.

### 1967년의 쿠데타
1965년 콘스탄티노스 2세에 의한 요르요스 파판드레우 총리 해임을 계기로 그리스 내정은 좌파와 우파간의 다툼이 겉으로 드러날 정도로 심각해졌다. 국왕이 종종 수상을 지명하고는, 반국왕파가 다수를 지지하는 의회가 불신임하는 것이 반복되어 정국의 불안정함이 한층 더 심화되었다.
1967년 4월 21일 대령 파파도풀로스를 중심으로 한 육군 장교들이 쿠데타를 결행, 검사 총장을 수상에 앉히고 계엄령을 선포해 자신은 총무 장관에 올랐다. 이로 인해 모든 정당은 해산되어 주요 정치인들이 구속되었다.
콘스탄티노스 2세도 당초 쿠데타를 추인했지만, 정권을 실질적으로 장악한 파파도풀로스의 전횡으로 인해 12월 13일 역 쿠데타를 일으켰다. 그러나 군 다수파의 지지를 얻지 못한 국왕은 결국 로마로 탈출했고, 파파도풀로스는 바로 당일 스스로 총리에 올라 명실 공히 독재자가 되었다.

### 독재의 강화
1968년 3월 13일 전직 군인이자 저항 운동의 지도자 중 한 사람이었던 알렉산드로스 파나굴리스가 파파도풀로스를 암살하려고 했지만, 미수에 그쳤다. 이 사건을 구실로 그는 비밀 경찰에 의한 국민 감시와 검열 등에 의한 언론 통제를 강화했으며, 군사독재에 반대하는 정치인이나 시민들을 공산주의자라고 체포해 국외로 추방하거나 마크로니소스 섬에 수감하였다.
파파도풀로스는 이러한 악정(惡政)을 공산주의의 반격에 대항하기 때문이라는 반공논리로 정당화했지만, 국제앰네스티에선 군사 정권시절 많은 그리스 사람들이 받은 고문에 대해 자세히 기록하였다.
그는 1972년 3월 21일에 섭정을 겸임함과 동시에, 공화제로의 이행을 선언하였다. 1973년 6월 1일 대통령으로 취임하였고, 같은 해 9월에 문민 출신의 스피로스 마르케지니스를 총리로 지명해 형식적인 민정이양(民政移讓)을 하였다.

### 독재의 붕괴와 실각
1973년 11월 17일 아테네 과학기술대학교에서 파파도풀로스 독재에 반대하는 학생들이 항쟁을 일으켜서 군사 독재 정권의 기반이 흔들리기 시작했다. 그 직후인 11월 25일, 자신의 심복으로서 비밀 경찰의 장관이었던 디미트리오스 요안니디스가 쿠데타를 일으켰고, 결과적으로 파파도풀로스는 실각해 자신의 집에 연금되었다.
쿠데타 후에 성립된 페돈 이지키스의 군사 독재 정권도 1974년 키프로스의 쿠데타에 개입한 것을 계기로 해군과 공군이 반기를 들어 붕괴되었다. 그 후의 민주화 과정에서 파파도풀로스 등의 군사 독재 정권 지도자들이 기소되었고, 파파도풀로스는 반역죄로 사형을 선고받았다. 그 후에는 종신형으로 감형되어 1999년 암으로 옥중에서 사망하였다.

## 같이 보기
- 그리스 내전